# 麥克 (亞利桑那州)
麥克（英語：Mack）是位於美國亞利桑那州亞瓦派縣的一個非建制地區。該地的面積和人口皆未知。

## 地理
麥克的座標為34°57′37″N 112°17′14″W / 34.96028°N 112.28722°W，而該地的平均海拔高度為1334米（即4377英尺）。